# Richárd Osváth
Richárd Osváth (Satu Mare, 28 de mayo de 1985) es un deportista húngaro que compitió en esgrima en silla de ruedas. Ganó cuatro medallas en los Juegos Paralímpicos de Verano entre los años 2012 y 2020.

## Palmarés internacional
| Juegos Paralímpicos | Juegos Paralímpicos     | Juegos Paralímpicos | Juegos Paralímpicos  |
| Año                 | Lugar                   | Medalla             | Prueba               |
| ------------------- | ----------------------- | ------------------- | -------------------- |
| 2012                | Londres (Reino Unido)   | Medalla de bronce   | Florete individual A |
| 2016                | Río de Janeiro (Brasil) | Medalla de plata    | Florete individual A |
| 2016                | Río de Janeiro (Brasil) | Medalla de plata    | Sable individual A   |
| 2020                | Tokio (Japón)           | Medalla de plata    | Florete individual A |